# Liste der Kulturdenkmäler in Lindenschied
In der Liste der Kulturdenkmäler in Lindenschied sind alle Kulturdenkmäler der rheinland-pfälzischen Ortsgemeinde Lindenschied aufgeführt. Grundlage ist die Denkmalliste des Landes Rheinland-Pfalz (Stand: 27. Oktober 2023).

## Einzeldenkmäler
| Bezeichnung                   | Lage                                 | Baujahr | Beschreibung                                           | Bild                           |
| ----------------------------- | ------------------------------------ | ------- | ------------------------------------------------------ | ------------------------------ |
| Katholische Herz-Jesu-Kapelle | Gartenweg 14 Lage                    | 1908/09 | Saalbau, 1908/09, Architekt Eduard Endler, Köln        | weitere Bilder Fotos hochladen |
| Wohnhaus                      | Hauptstraße 14 Lage                  | 1879    | Mansarddachbau, Fachwerk verschiefert, bezeichnet 1879 | Fotos hochladen                |
| Wasserbehälter                | nördlich des Ortes an der L 185 Lage | 1936    | Bruchsteinkubus, bezeichnet 1936                       | weitere Bilder Fotos hochladen |